# Diadasina riparia
Diadasina riparia är en biart som först beskrevs av Adolpho Ducke 1907.  Diadasina riparia ingår i släktet Diadasina och familjen långtungebin. Inga underarter finns listade i Catalogue of Life.